# GionnyScandal
GionnyScandal, pseudonimo di Gionata Ruggieri (Pisticci, 27 settembre 1991), è un cantautore, rapper e produttore discografico italiano.

## Biografia
Nato a Pisticci, provincia di Matera, viene registrato all'anagrafe con il nome di Gionata Di Dio. Viene riconosciuto dai genitori biologici Antonio e Rita ma successivamente dichiarato adottabile dal tribunale. Adottato da una nuova coppia, il suo cognome viene cambiato in Ruggieri e, all'età di due anni, si trasferisce a Seregno, comune della Brianza. A quattro anni perde suo padre e rimane a vivere con la madre e la nonna. Dopo la morte della madre ad undici anni, trascorre l'adolescenza con la nonna, scomparsa il 27 novembre 2012. Prima di avvicinarsi al rap, milita in una band emo in veste di cantante e chitarrista, influenzato da gruppi come Thirty Seconds to Mars, Bring Me the Horizon, My Chemical Romance, Simple Plan, Blink-182 e Sum 41.
Nel 2009 inizia a suscitare interesse su YouTube con i video delle sue prime registrazioni. Intorno al 2010, inizia a farsi un nome nella scena rap italiana, incidendo nello stesso anno il suo primo brano Senza cancellare, dedicato ai genitori. I singoli più importanti, tra cui Tu che cazzo ne sai di me, Ci si vede sulle stelle e Grazie vengono lanciati. Il 9 settembre 2011 pubblica il suo primo album in studio, Haters Make Me Famous vol. 3, sotto l'etichetta di The Saifam Group. L'album lo porta al successo tra i rapper italiani, arrivando primo in meno di 24 ore nella top 10 dei dischi più venduti nella classifica generale di ITunes. Il 27 marzo 2012 pubblica il suo secondo album in studio, Scandaland, che il giorno dopo si posiziona al primo posto nella classifica degli album più venduti di ITunes. Il 13 novembre dello stesso anno esce il terzo album in studio, Mai Più Come Te, anticipato un mese prima dal singolo Le Ultime Parole Famose. Nel marzo 2014 esce il quarto album in studio, Gionata.
Nel dicembre 2015 partecipa alla quindicesima edizione del talent di Amici di Maria De Filippi, venendo però eliminato dalla band Metrò. Nello stesso mese esce il Mixtape Haters Make Me Famous Vol. 4. A inizio 2016 Gionny, annuncia di aver firmato un contratto con la casa discografica Universal Music Group. Nell'ottobre dello stesso anno esce il quinto album in studio, Reset, anticipato dal singolo Buongiorno. Nel febbraio dell'anno successivo, esce il suo primo libro autobiografico, La via di casa mia. Il 4 maggio 2018 esce il sesto album in studio, Emo. Il 6 settembre 2019, esce Black Mood, il suo settimo album in studio. Nell'ottobre dello stesso anno collabora con Max Pezzali nel brano Siamo quel che siamo, tratto dal disco dell'ex cantante degli 883, Qualcosa di nuovo. Il mese successivo esce il videoclip del brano sul canale YouTube di Pezzali.
Il singolo Salvami, pubblicato il 10 dicembre 2020, segna una svolta nella sua carriera artistica abbandonando, parzialmente, l'hip hop in favore del pop punk. Il 7 maggio 2021 esce il primo disco pop punk Anti, in cui figura una collaborazione con Pierre Bouvier, leader del gruppo canadese Simple Plan, che debutta alla posizione numero ventisei nella classifica Fimi, con i singoli Salvami, Coca & Whisky e Desirée. Nel giugno 2022 esce il singolo Boom e in seguito Gionny dà vita a una band pop punk/post-hardcore chiamata One Last Kiss, che tra gli altri comprende il chitarrista e youtuber Mark the Hammer. Nel marzo 2023, assieme alla troupe de Le Iene, torna in Basilicata dove incontra e conosce i suoi genitori biologici Rita e Antonio Di Dio, residenti, rispettivamente, in Puglia e Basilicata. Inoltre, scopre di non essere stato abbandonato ma dichiarato "adottabile" dal Tribunale, non essendo essi in grado di accudirlo. Il 22 settembre 2023 esce l'album Black Mood 2. Da anni GionnyScandal ha un contratto di esclusiva editoriale con la Società Chiesa & Partners Srl, specializzata in ambito urban.

## Discografia

### Album in studio
- 2011 – Haters Make Me Famous
- 2012 – Scandaland
- 2012 – Mai più come te
- 2014 – Gionata
- 2016 – Reset
- 2018 – Emo
- 2019 – Black Mood
- 2021 – Anti
- 2023 – Black Mood 2
- 2025 - " Saudade

### Mixtape
- 2010 – Haters Make Me Famous Vol.2
- 2011 – Haters Make Me Famous Vol.3
- 2015 – Haters Make Me Famous Vol.4

### Raccolte
- 2019 - Raccolta (doppio CD)
- 2021 - Le origini (doppio LP)

### Singoli
- 2009 – La nostra storia
- 2011 – Tu che cazzo ne sai di me?
- 2011 – I'm Horny (feat. Maite)
- 2011 – Grazie
- 2011 – Facciamo una foto? (feat. Blema)
- 2011 – I fantastici 4 (feat. Ernia e Fobia)
- 2011 – Ci si vede sulle stelle
- 2012 – Mio figlio
- 2012 – Insomnia
- 2012 – Quel posto non c'é
- 2012 – Le ultime parole famose
- 2012 – A voce bassa
- 2013 – Scusa un cazzo (feat. Maxi-B)
- 2013 – Il mio migliore amico
- 2013 – Vestita di lividi
- 2013 – Una poltrona per 6 (feat. Paskaman, Ghali, Er Nyah, Eddy Virus, ELECTROFANTS)
- 2014 – Gionata
- 2014 – Vorrei
- 2015 – Quadrifogli
- 2016 – Buongiorno
- 2016 – Pioggia
- 2017 – Sei così bella
- 2017 – Malpensa
- 2018 – Per sempre (feat. Giulia Jean)
- 2018 – Il posto più bello
- 2018 – Solo te e me (feat. Giulia Jean)
- 2019 – Ti amo ti odio
- 2019 – Dove sei (feat. Giulia Jean)
- 2019 – Volevo te
- 2019 – 6 chiamate perse
- 2019 – NMNFUC
- 2020 – Se ci sei tu
- 2020 – Pesca
- 2020 – Buonanotte
- 2020 – Salvami
- 2021 – Coca & Whisky
- 2021 – F*ck You
- 2021 – Desirèe
- 2021 – Come noi nessuno mai
- 2022 – Sei parte di me (feat. Claudia Ciccateri)
- 2022 – Boom
- 2022 – Il quaderno dei ricordi
- 2022 – 712
- 2023 – Mi mancherai
- 2023 – Male
- 2023 – Tranne te
- 2023 – Climax
- 2024 – Pum Pum Pum
- 2024 – Il problema ero io
- 2024 – E dimmi se
- 2024 - " Ma tu ci pensi a me?"
- 2024 - " 3 Metri sopra il cielo"(feat

Giulia Jean)
- 2025 - CTRLZ
- 2025 -  LITIGARE E SC*PARE

### Collaborazioni
- 2019 – Siamo quel che siamo (Max Pezzali feat. GionnyScandal) in Qualcosa di nuovo